# Antoine-Augustin Cournot

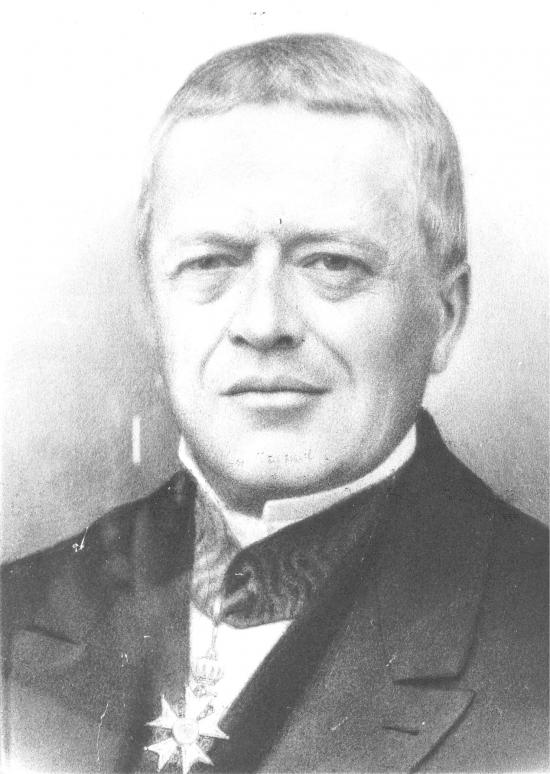
Antoine-Augustin Cournot

Antoine-Augustin Cournot (Gray, 28 augustus 1801 – Parijs, 31 maart 1877) was een Franse wiskundige, econoom en filosoof.
Hij staat bekend als een van de eersten die een systematische toepassing van de wiskunde op de economische wetenschap voorstonden. Verder heeft hij met zijn verhandeling over onvolkomen concurrentie baanbrekend werk verricht. Hij was daarmee zijn tijd ver vooruit.

## Leven
Antoine Augustin Cournot werd in 1801 in het kleine stadje Gray in de Haute-Saône geboren. In 1821 werd hij aangenomen op een van de meest prestigieuze Grande Écoles, de École Normale Supérieure. In 1829 promoveerde hij tot doctor in de wiskunde, met mechanica als hoofdonderwerp aangevuld door astronomie. Na zijn afstuderen bekleedde Cournot vele functies als hoogleraar in de analyse en de mechanica. Ook was hij hoofdexaminator voor masterstudenten en rector van de academie van Dijon.
Ten tijde van zijn dood in 1877 was Cournot bijna blind.

## Werk

### Onvolkomen onconcurrentie
Cournot was in de eerste plaats een wiskundige, maar had ook in zijn eigen tijd invloed op de economische wetenschap.
Zijn theorieën over monopolies en duopolies zijn nog steeds bekend. In de bestudering van oligopolies is de zogenaamde Cournot-competitie naar hem vernoemd.
Cournot wordt gecrediteerd voor de "één-monopoliewinst-stelling", die stelt dat een monopolist slechts één premie voor zijn monopolist zijn kan pakken; uitbreiding naar complementaire markten loont niet. Dat wil zeggen dat de totale winst die een monopolist zou kunnen verdienen als hij gebruik zou willen maken van zijn monopolie op een aangrenzende markt op zijn hoogst gelijk is aan de extra winsten die de monopolist zou kunnen verdienen door meer voor het monopolieproduct zelf te rekenen. Een uitzondering doet zich voor wanneer de prijzen in de markt, waarop de monopolist actief is, gereglementeerd zijn (wet van Baxter)

### Grondlegger van de wiskundige economie
In 1838 werd zijn boek Recherches sur les principes mathématiques de la théorie des richesses gepubliceerd. Hierin paste hij formules en symbolen uit de wiskunde toe op de economische analyse. Dit boek werd sterk bekritiseerd en was tijdens Cournots leven niet erg succesvol. Hij probeerde het werk twee keer te herschrijven. Enkele decennia later werkte hij zijn boek naar een meer verbale vorm om, omdat zijn wiskundige aanpak toentertijd niet werd gewaardeerd.
Het werk heeft nog steeds invloed op de hedendaagse economische wetenschap. Vandaag de dag zijn veel economen van mening dat dit boek het punt van vertrek voor de moderne economische analyse is. Cournot wordt gezien als een van grondleggers van de wiskundige economie. Cournot introduceerde de ideeën van functies en kansen in de economische analyse. Hij leidde de eerste formule voor de regel van vraag en aanbod als een functie van de prijs en was in feite de eerste om vraag- en aanbodkrommen in een grafiek te tekenen. Daarmee was hij het werk van Alfred Marshall ongeveer dertig jaar vooruit.
Cournot was van mening dat economen de instrumenten van de wiskunde alleen moeten gebruiken om waarschijnlijke limieten vast te stellen en minder stabiele feiten in meer absolute termen uit te drukken. Hij was verder van oordeel dat praktische toepassingen van de wiskunde in de economie niet noodzakelijkerwijs tot een grotere precisie van de cijfers zouden leiden.

## Invloed op Walras
Cournot was een van de leraren in de politieke economie en wiskunde van Auguste Walras, de vader van Léon Walras. Cournot en Auguste Walras haalden Léon Walras over om politieke economie te proberen. Cournot wordt ook gezien als een van de inspiratiebronnen voor Léon Walras en zijn evenwichtstheorie.

## Voetnoten
1. ↑  Hal Varian, Intermediate microeconomics: a modern approach, ed. 7, 2006, W.W. Norton & Company, ISBN 0393927024, blz. 490
2. ↑  Jonathan E. Nuechterlein & Philip J. Weiser, "Digital Crossroads: American Telecommunications Policy in the Internet Age". (MIT Press, 2005) (bespreking van het ene monopolie winst stelling in het kader van de telecommunicatie-regeling).
3. ↑   In het Engels Researches on the Mathematical Principles of the Theory of Wealth

- Bibsys: 90558826
- Biblioteca Nacional de España: XX1234624
- Bibliothèque nationale de France: cb11897951m (data)
- Catàleg d'autoritats de noms i títols de Catalunya: 981058511823506706
- CiNii: DA00439660
- Gemeinsame Normdatei: 118677144
- International Standard Name Identifier: 0000 0001 2123 5464
- Library of Congress Control Number: n50017644
- Base Léonore: LH//612/10
- Bibliotheek van het Japanse parlement: 00436749
- Nationale Bibliotheek van Tsjechië: jo2005314430
- Nationale bibliotheek van Australië: 36298768
- Nationale Bibliotheek van Israël: 987007260103505171
- Nationale Bibliotheek van Polen: a0000002866175
- Nederlandse Thesaurus van Auteursnamen: 068669569
- Réseau des bibliothèques de Suisse occidentale: 02-A003140022
- SNAC: w6v14p6d
- Système universitaire de documentation: 02680266X
- Trove: 1243457
- Virtual International Authority File: 22140393
- WorldCat: E39PBJyGVVXpy4PCDB4HcGTmBP